# Slammiversary XIII
Slammiversary (2015) — профессиональное рестлинг PPV-шоу, проводимое федерацией TNA. Шоу пройдёт 28 июня 2015 года в Impact Zone в Орландо, Флорида.
Это первое PPV Slammiversary, с 2009 года, когда проводился поединок King of the Mountain.
Так же на этом шоу был представлен новый титул Чемпиона Горы.

## Создание
Slammiversary является крупнейшим pay-per-view-шоу промоушена TNA, в котором рестлеры участвуют в различных фьюдах и сюжетных линиях. Рестлеры олицетворяют собою злодеев или героев на ринге. Фьюды проходят таким путём, что сначала, на рядовых эпизодах, обстановка накаляется, а уже на самих праздниках рестлинга тот или иной фьюд как правило подходит к своему логическому завершению.
О месте проведения Slammiversary XII стало известно 1 мая 2015 года. Им стала Impact Zone, которая находится в Орландо, Флорида. Ранее на этой арене проходили шоу PPV TNA Slammiversary (2005), Slammiversary (2006), Slammiversary VIII и Slammiversary IX.

## Предыстория
На выпуске Impact Wrestling от 17 апреля The Dirty Heels победил The BroMans (Джесси Годдерса и Робби И). После матча Джесси и Робби начали драться между собой, но их разнял DJ Z. На выпуске Impact Wrestling от 15 мая Робби И победил Джесси Годдреса трижды за один вечер, после чего Джесси жестоко атаковал Робби И. На выпуске Impact Wrestling от 17 июня Джесси Годдрес победил DJ Z, и после матча решил его атаковать, но неожиданно вернулся Робби И и спас DJ Z.
На выпуске Impact Wrestling от 24 апреля дебютировали The Dolhouse. В конце того же выпуска Чемпионка Женщин TNA Тэрин Террелл билась против Невероятной Конг в матче со столами, и во время матча выбежали Джейд и Марти Белл и помогли Террелл победить, после чего Терин заявила о сущиствовании новой группировки The Dolhouse. На выпуске Impact Wrestling от 1 мая Террин Террелл победила Брук. На выпуске Impact Wrestling от 15 мая The Dolhouse победили Брук и Ребел. На выпуске Impact Wrestling от 3 июня Брук победила Джейд. На выпуске Impact Wrestling от 10 июня Конг прервала промо The Dolhouse, после чего выбежала Брук и заявила, что готова биться против Террин. На выпуске Impact Wrestling от 17 июня Брук и Конг победили The Dolhouse (Джейд и Марти Белл). 22 июня через Facebook было объявлено что на Slammiversary The Dolhouse будут биться с Брук и Конг.
На выпуске Impact Wrestling от 24 апреля Магнус и его жена Микки Джеймс, заявили что Микки завершает карьеру, но их прервал Джеймс Шторм, который попросил у Микки "ещё один матч". На выпуске Impact Wrestling от 1 мая Магнус и Джеймс Шторм вступили в конфронтацию. На выпуске Impact Wrestling от 8 мая Джеймс Шторм подарил Микки Джеймс гитару, но это не понравилось Магнусу, который разбил гитару об Шторма. На выпуске Impact Wrestling от 29 мая Микки Джеймс и Джеймс Шторм, зачитали промо друг о друге, после чего Шторм позвал Микки в Нашвилл. На выпуске Impact Wrestling от 3 июня ДЖеймс Шторм предложил Микки вступить в "The Revolution", но Джеймс отказалась, после чего Шторм толкнул Микки на рельсы. На выпуске Impact Wrestling от 17 июня Магнус вызвал Джеймса Шторма, но на ринг вышла охрана, и Шторм начал провоцировать Магнуса. И когда Магнус собирался атаковать Джеймса тот выкатил коляску с ребёнком, и скинул её с рампы, но там оказалась кукла.
На выпуске Impact Wrestling от 8 мая Мэтт Харди объявил что титулы Командных чемпионов мира TNA становятся вакантными. Сразу же после этого на ринге появились Dirty Heels (Бобби Руд и Остин Эриес) и The Wolves (Эдди Эдвардс и Дэйви Ричардс), которые договорились о серии матчей, за вакантные титулы. На выпуске Impact Wrestling от 15 мая The Wolves победили The Dirty Heels. На выпуске Impact Wrestling от 29 мая The Wolves вновь победили The Dirty Heels. На выпуске Impact Wrestling от 3 июня The Dirty Heels победили The Wolves. На выпуске Impact Wrestling от 17 июня Эдди Эдвардс победил Бобби Руда, с условием выбора условий 4 матча. На выпуске Impact Wrestling от 24 июня The Dirty Heels победили The Wolves в матче Full Metal Mayham.
16 июня на официальном сайте TNA было объявлено что на PPV Slammiversary будет матч King of the Mountain. На выпуске Impact Wrestling от 24 июня неожиданно для всех в компанию вернулся Джефф и Карен Джарретты, и Джефф заявил что он будет участвовать в матче King of the Mountain. 25 июня на официальном сайте TNA были объявлены последние участники матча ими стали: Эрик Янг, Мэтт Харди, Бобби Руд и Дрю Галловэй.
На выпуске Impact Wrestling от 24 июня в TNA вернулся Vader. Брэм победил в этом матче, после чего в TNA вернулся Мэтт Морган, и вызвал Брэма на матч на PPV Slammiversary.
На выпуске Impact Wrestling от 24 июня Тигре Уно победил Градо и Лоу Ки и стал новым Чемпионом Х Дивизионом. 28 июня через twitter TNA объявили что на Slammiversary Тигре Уно будет защищать титул от Маника и DJ Z  в матче на выбывание.
На выпуске Impact Wrestling от 24 июня было объявлено что на Slammiversary Лэшли и Мистер Андерсон будут биться против Итана Картера III и Тайруса.

## Матчи
| №                                | Результат                                                                                    | Условия                                                                                                 | Время |
| -------------------------------- | -------------------------------------------------------------------------------------------- | --- | ----- |
| 1                                | Тигре Уно (с) победил Маника и DJ Z                                                          | Трёхсторонний на выбывание матч за титул Чемпиона Х Дивизиона                                           | 12:07 |
| 2                                | Робби И победил Джесси Годдерза                                                              | Одиночный матч                                                                                          | 11:23 |
| 3                                | Брэм победил Мэтта Моргана                                                                   | Уличная драка                                                                                           | 9:32  |
| 4                                | Остин Эриес (с Бобби Рудом) победил Дэйви Ричардса (с Эдди Эдвардсом)                        | Одиночный матч за право выбора условий командного матча за вакантные титулы Мировых Командных чемпионов | 17:26 |
| 5                                | Невероятная Конг и Брук победили The Dolhouse(Тэрин Террелл, Джейд и Марти Белл)             | 3 на 2 гандикап матч                                                                                    | 8:26  |
| 6                                | Джеймс Шторм победил Магнуса                                                                 | Без ограничений матч                                                                                    | 16:39 |
| 7                                | Итан Картер III и Тайрус победили Мистер Андерсон и Бобби Лэшли                              | Командный матч                                                                                          | 10:13 |
| 8                                | Джефф Джарретт (с Карен Джарретт) победил Эрика Янга, Мэтта Харди, Бобби Руда и Дрю Галловэй | King of the Mountain матч за титул чемпиона King of the Mountain                                        | 20:52 |
| (c) – чемпион на момент поединка |                                                                                              | |       |